# Chlorure de platine(II)
Le chlorure de platine(II) est un composé chimique moléculaire de formule brute PtCl2. C'est un solide gris-vert à marron sous forme de poudre, et qui est vert olive lorsqu'il est sous sa forme cristalline.

## Structure
La structure de PtCl2 est similaire à celle de PdCl2. Ils existent à la fois sous une forme polymère dite « α », ou sous une forme hexamère dite « β ». La forme hexamère β se convertit en forme polymère α à 500 °C. Les distances Pt-Pt sont de l'ordre de 3,32-3,40 Å dans la structure β, indiquant l'existence de liaisons métal-métal. Sous les deux formes de PtCl2, l'atome de platine possède une coordinence de 4 correspondant à 4 ligands chlorure. L'atome de chlore possède une coordinence de 2, correspondant aux atomes de platine.

## Synthèse
β-PtCl2 est préparé par chauffage de l'acide chloroplatinique à 350 °C dans l'air.
H2PtCl6 → PtCl2 + Cl2 + 2 HCl
Il est également possible d'obtenir PtCl2 par décomposition de PtCl4 à 450 °C.
PtCl4 → PtCl2 + Cl2